# 苏军南方集群
苏军南方集群（英語：Southern Group of Forces，SGF）是苏联武装力量在罗马尼亚和匈牙利的驻军的总称，共组建两次存在于1945-1947以及1955-1991年。
在战时，苏军南方集群会组建一个方面军（很可能会是西南方面军），主要负责针对奥地利（继而是西德）以及意大利两个方向的行动。因为苏军常驻兵力不足，其可能会吸收喀尔巴阡军区、北高加索军区以及匈牙利人民军、罗马尼亚人民军的力量。同时，南方集群需要负责监视匈牙利人民共和国的国内政治局势，同时对保加利亚人民共和国、罗马尼亚人民共和国和南斯拉夫社会主义联邦共和国起到监视和威慑作用。

## 第一次编成
南方集群的第一次编成是在1945年6月15日，由之前参加了雅西-奇西瑙攻势、占领了罗马尼亚和保加利亚地区的苏军第26和37集团军（来自乌克兰第三方面军）构成，外加一个位于南斯拉夫的坦克师。一年之后，第37集团军改编为第10机械化集团军。随着1947年巴黎和平條約的签署，南方集群和第26集团军指挥部被撤销，下属单位并入第10机械化集团军，后者则改称特别机械化集团军。其中保加利亚境内的苏联军队于1947年全部撤出，此后再无苏军重返保加利亚驻扎。

## 第二次编成
苏军南方集群于1955年9月在布达佩斯第二次编成（也有俄方资料称编成于1956年11月24日），主要负责控制苏军中央集群撤销之后从捷克斯洛伐克和奥地利撤到匈牙利和罗马尼亚的部队。此时该集群主要包括第2近卫机械化师和第17近卫机械化师，外加两个航空兵师。到60年代，苏军从罗马尼亚完全撤出，南方集群自此完全部署在匈牙利境内。

## 1956年匈牙利革命
在匈牙利革命中的1956年10月24日，南方集群驻守在罗马尼亚沿匈牙利边境的第33近卫机械化师以及喀尔巴阡军区下属的第11近卫机械化师和第128近卫步兵师在一个步兵军的编成下进入匈牙利境内，让匈牙利境内的苏军力量达到31500人。其中第33近卫机械化师在镇压匈牙利人民起义的时候最为活跃，期间损失14辆坦克、突击炮和9辆装甲车。七个月之后的1957年5月28日，苏联和匈牙利签订协定，承认了南方集群驻匈牙利的永久性。

## 战斗序列
在接下来的年份中，南方集群下属各个师的番号仍然有不断的变动。到1965年，南方集群的下属番号基本稳定，并一直维持到80年代末。这主要包括：
- 南方集群指挥部 - 布达佩斯，匈牙利
- 第19近卫坦克师（英语：19th Guards Mechanized Brigade (Belarus)） - 埃斯泰尔戈姆
- 第13近卫步兵师 -维斯普雷姆
- 第93近卫摩托化步兵师 - 凯奇凯梅特
- 第254摩托化步兵师 - 塞克什白堡
- 第396近卫独立直升机团 - 考洛乔
- 第459地地导弹旅 - 布达佩斯
- 第212地地导弹旅 - 欧布达
- 第20舟桥团 - 埃斯泰尔戈姆
- 第55地空导弹旅 - 莫尔

与此同时，南方集群中还包括苏军第36航空集团军，该集团军承担着针对西德、奥地利、意大利等北约或中立国家的重要的（且经常是有核的）攻击任务，其主力是驻扎在特科尔的第11近卫歼击机师。

## 撤出
1989年5月苏军开始逐步撤出匈牙利，首先是第13近卫坦克师的撤出和解散。到1991年初第93近卫摩步师最终撤出匈牙利，南方集群随即于1991年6月10日正式解散。